# سد رود برگ
سد رود برگ (به لاتین: Berg River Dam) یک سد در آفریقای جنوبی است که در کیپ غربی واقع شده‌است.